# المحافظة الجنوبية (البحرين)

المحافظة الجنوبية

المحافظة الجنوبية هي أكبر محافظات البحرين.

## الموقع
تقع المحافظة الجنوبية في جنوب مملكة البحرين.

## المساحة
تقدر المساحة الإجمالية للمحافظة الجنوبية بحوالي 434,8 كيلومترا مربعا. كما أن مساحة المحافظة الجنوبية. تقدر بـ %59,7 بالنسبة إلى المساحة الكلية لمملكة البحرين.

## أسماء المدن والقرى في المحافظة
- الرفاع
- مدينة عيسى
- معامير
- عوالي
- عسكر
- جو
- الدور
- الزلاق
- جزر حوار
- مدينة خليفة
- الصخير
- درة البحرين

## عدد السكان
عدد المجمعات في المحافظة فهي عبارة عن 66 مجمع. ويبلغ عدد السكان في المحافظة الجنوبية 44764 نسمة.

## وصلات خارجية
- موقع المحافظة الجنوبية الحكومي